# Ruck Zuck
Ruck Zuck ist der Name einer der bekanntesten und beliebtesten Spielshows im deutschen Fernsehen. Vom Beginn bis 2005 wurden mehr als 2330 Folgen ausgestrahlt. Ruck Zuck ist damit nach dem Glücksrad die am zweithäufigsten gesendete Spielshow in Deutschland, welche täglich ausgestrahlt wurde. Die Erstausstrahlung von Ruck Zuck erfolgte zehn Monate vor dem Beginn des Glücksrades.

## Entstehung
Hervorgegangen ist Ruck Zuck aus dem gleich aufgebauten amerikanischen Format Bruce Forsyth’s Hot Streak, welches insgesamt 65 Folgen umfasste und vom 6. Januar 1986 bis zum 4. April 1986 ausgestrahlt wurde. Produziert wurde die Sendung von der Reg-Grundy-Produktion (was zu Tele-5- und RTL-2-Zeiten stets am Ende einer jeden Sendung extra erwähnt wurde), heute: UFA Show & Factual GmbH. Die Erstausstrahlung unter dem Namen „Ruck Zuck“ in Deutschland erfolgte am 11. Januar 1988.

## Das Spiel
Bei Ruck Zuck traten zwei Teams mit jeweils fünf Spielern – die Champions und die Herausforderer – an. Nachdem die Off-Stimme beide Teams am Anfang der Sendung bereits kurz vorgestellt hatte, stellten sich zu Beginn der Spielrunde nochmals alle selbst vor. Die einzelnen Mitspieler taten dies innerhalb des Teams in einem einheitlichen, oft lustigen Stil. Der Moderator erklärte anschließend die Spielregeln und machte Teams und Zuschauer mit Günther Neoral bekannt, den Jochen Bendel gerne als sehr strengen Schiedsrichter hinstellte. Nun zeigte der Moderator dem ersten Spieler jedes Teams einen Begriff, den es zu umschreiben galt (die erste Mannschaft pro Runde konnte zwischen zwei Begriffen auswählen). Nur der erste Spieler hörte den Moderator, die anderen Teammitglieder standen mit dem Rücken zum ersten Spieler und trugen Kopfhörer, über die Musik eingespielt wurde. Auf das Kommando „Ruck Zuck!“ des Moderators startete die Spielrunde, die jeweils 40 Sekunden dauerte. Der erste Spieler klopfte dem nächsten auf die Schulter oder den Rücken, worauf dieser sich umdrehte, die Kopfhörer abnehmen durfte und versuchte den Begriff zu erraten, den der Teamkollege beschrieb.
Bei der Beschreibung des gesuchten Wortes galt es zu beachten, nicht den gesuchten Begriff selbst, ein sog. „wichtiges Wort“ oder einen Wortteil (bei „Fußball“ ist zum Beispiel „Fuß“ und „Ball“ nicht erlaubt), Geräusche oder Gesten zu Hilfe zu nehmen. Auch das Wiederholen eines wichtigen Wortes, wenn es in einer Beschreibung eines vorhergehenden Teammitgliedes genannt wurde, war nicht erlaubt. Widrigenfalls griff der Schiedsrichter mit einem Hupgeräusch ein und brach die Spielrunde ab. Die Spieler gewannen aber die Punkte, die bis dahin erreicht wurden.
Die Hauptrunde erstreckte sich über vier Runden. In den ersten drei Runden war jede Antwort einen Punkt, in der vierten Runde drei Punkte wert. Das Team mit den meisten Punkten erreichte das Finale.
Stand es nach dem Ende der Hauptrunde unentschieden, gab es ein Stechen. Der Moderator zeigte den ersten beiden Spielern einen Begriff. Nun musste ein Spieler entscheiden, ob er den Begriff mit dem Team spielte oder die Gegner antreten ließ. Spielte das Team den Begriff, mussten alle vier Mitspieler korrekt antworten, um das Finale zu erreichen. Bei einem Fehler erreichte die gegnerische Mannschaft das Finale.
Im Finale wurden drei Runden mit leicht verändertem Konzept gespielt: vier Mitglieder bekamen wieder Kopfhörer, das fünfte Mitglied legte zu einem Oberbegriff vier Begriffe fest, die das Team im Zeitraum von 20 Sekunden (fünf Sekunden pro Spieler) zu erraten hatte. Dabei mussten die Begriffe wortwörtlich genannt werden (war z. B. ein Begriff „Fahrräder“, musste auch „Fahrräder“ vom Team genannt werden, „Fahrrad“ oder „Rad“ reichte nicht aus). In der ersten Runde des Finales erhielt das Team pro erratenem Wort 100 DM, in der zweiten Runde 200 DM. In der dritten Runde wurde der bis dahin erspielte Geldbetrag vervierfacht – aber nur, wenn alle vier Wörter erraten wurden.
Erreichte ein Team sechsmal das Finale und schaffte es, in der dritten Runde alle Begriffe zu nennen, gewann es unabhängig von dem bis dahin erspielten Geldbetrag den Hauptgewinn von zunächst 25.000 DM, in späteren Jahren 100.000 DM.

## Geschichte

### 1988 bis 1992
Nach dem amerikanischen Vorbild ging 1988 auf Tele 5 Ruck Zuck auf Sendung. Dabei wurde auch das vorwiegend in rosa Tönen gehaltene Studio nahezu komplett übernommen. Moderator der ersten Stunde war Werner Schulze-Erdel, welcher später auch die erfolgreiche Unterhaltungssendung Familienduell bei RTL moderierte. Zu Beginn konnten die Kandidaten einen Höchstgewinn von 25.000 DM gewinnen. Im Jahr 1988 gewann ein Team vom Tegernsee („die Ruckschlucks“) zum ersten Mal den Höchstpreis. Zum 1. November 1989 erhöhte sich dieser auf 100.000 DM. In der Sendung vom 13. November 1989 gewannen die „Rabulisten“ als erstes Team diesen höchsten Gewinn, der bis dahin je in einer Gameshow ausgesetzt war.
„Ruck Zuck“ versuchte den Anschein einer Live-Sendung zu wecken, obwohl es sich um eine Aufzeichnung handelte. Dies führte im Oktober 1988 zu einer peinlichen Situation: Ausgerechnet am 3. Oktober 1988, dem Todestag von Franz Josef Strauß, kam eine Sendung zur Ausstrahlung, in der sich einer der Kandidaten als Parodist des (zum Zeitpunkt der Aufzeichnung noch nicht) Verstorbenen versuchte. Offenbar wurde dies erst im Laufe der Ausstrahlung bemerkt, denn die Sendung wurde plötzlich abgebrochen. Da der Kandidat auch in den für die folgenden Tage eingeplanten Sendungen auftrat, wurden diese abgesetzt; der Moderator der vorhergehenden Nachrichtensendung begründete dies mit „technischen Problemen“.
Ruck Zuck war im Herbst 1991 bereits das 1000. Mal auf Sendung. Es folgte ein neuer Moderator namens Jochen Bendel, welcher ab der 1032. Folge die Sendung übernahm und über 2.300 Folgen moderierte. Bis dahin kannten ihn die Zuschauer nur als Off-Stimme der Sendung. Tele 5 wurde am 31. Dezember 1992 eingestellt und in den Sportsender DSF umgewandelt und somit entfiel vorerst auch der Sendeplatz dieser Unterhaltungssendung.
Neben Jochen Bendel wurde auch Desireé Nosbusch für Ruck Zuck aktiv. In der Sendung „Kinder Ruck Zuck“ moderierte sie und spielte mit Kindern gleich dem Vorbild von Ruck Zuck. Die Kinder konnten dabei Sachpreise gewinnen.

### 1993 bis 1995
Acht Monate später ging Ruck Zuck erneut auf Sendung. Dieses Mal beim Münchner Privatsender RTL II, der die Show ab dem 6. September 1993 ausstrahlte. Hier begann auch wieder Jochen Bendel mit den Kandidaten um das große Geld zu spielen. Optisch änderte sich dabei jedoch wenig. Neben dem gleichen Studioaufbau kam noch etwas mehr Farbe in das Set hinein. Aufgrund programmlicher Veränderungen beim Sender beendete dieser die Ausstrahlung von Ruck Zuck mit der vorerst letzten Sendung am 14. Juli 1995.

### 1995 bis 2000
Die Zuschauer mussten nach der Entscheidung von RTL 2 ein gutes halbes Jahr warten, bis Ruck Zuck beim ebenfalls in München ansässigen Sender tm3 wieder auf der Bildschirmfläche erschien. Anfang des Jahres 1996 übernahm der Frauensender die alten Folgen von RTL2 und strahlte diese als Wiederholung aus. Im Januar 1997 produzierte der Kanal extra zehn Spezialausgaben. Zum einen fünf Folgen mit Werner Schulze-Erdel vom ehemaligen Tele 5 und zum zweiten nochmals fünf Folgen mit Jochen Bendel. Am 20. Januar 1997 schließlich erschienen neue Folgen. Mit nahezu unveränderten Konzept und wieder Jochen Bendel als Moderator startet der Sender in eine neue Runde, allerdings mit leicht modifizierten Spielregeln. Denn der Gewinnbetrag betrug ab sofort nur noch 50.000 DM für den Hauptgewinn bzw. 2.400 DM in den ersten fünf Finalrunden. Im Jahre 1998 erreichte die Unterhaltungsshow Ruck Zuck dann die 2000. Folge. Ein Jahr später, 1999, wurden die Grafiken noch einmal leicht überarbeitet und auch das Studio leicht erneuert. Zum Jahresende des Millenniumjahres stellte auch tm3 die Ausstrahlung ein.

### 2004 bis 2005
Von 2004 bis 2005 strahlten das neue Tele 5 und das österreichische ATV+ wieder neue Ruck-Zuck-Folgen aus. Dabei gab es ein neues Studio, aber die Eröffnungssequenz und der Moderator Jochen Bendel blieben gleich. Bis zu eine Million Zuschauer sahen die Folgen jeweils. Moderator war im Jahr 2005 zudem Matthias Euler-Rolle.
Im Juli 2005 wurde bekannt, dass Ruck Zuck zum Relaunch des Senders Mitte September 2005 eingestellt wird.

### 2007
Eine Neuauflage gab es 2007 in zwei Sendungen des Gameshow-Marathons auf ProSieben, bei der Jochen Bendel einen kurzen Auftritt hatte.

### 2013
Im Rahmen der Jubiläumssendung „20 Jahre RTL II“ gab es am 6. März eine Ruck Zuck-Revival-Sendung mit Jochen Bendel als Moderator.

### 2016–2018
Ab dem 17. Oktober 2016 gab es eine Neuauflage von Ruck Zuck auf RTLplus mit Oliver Geissen. Bis Ende 2017 wurden insgesamt 165 neu produzierte Folgen auf RTLplus ausgestrahlt. Seitdem werden hin und wieder nachts Wiederholungen gesendet.